# Chang Wing Chung
„Andy” Chang Wing Chung (chiń. 鄭穎聰; ur. 26 października 1996 w Makau) – kierowca wyścigowy z Makau.

## Życiorys

### Początki kariery
Chang rozpoczął karierę w międzynarodowych wyścigach samochodowych w 2013 roku od startów w Formula Masters China Series, gdzie jednak nie zdobywał punktów. W wyścigu Grand Prix Makau organizowanym w ramach tej serii uplasował się na ósmej pozycji. W tym samym roku wystąpił w sześciu wyścigach Brytyjskiej Formuły Ford, lecz nie zdobywał punktów.

### Formuła 3
Na sezon 2014 kierowca z Makau podpisał kontrakt z brytyjską ekipą Double R Racing na starty w Brytyjskiej Formule 3. Wystąpił także w wybranych wyścigach Euroformula Open Championship oraz Europejskiej Formuły 3. W Masters of Formula 3 był dziesiąty. W Mistrzostwach edycji brytyjskiej czterokrotnie stawał na podium. Z dorobkiem 103 punktów został sklasyfikowany na szóstym miejscu w końcowej klasyfikacji kierowców. W serii europejskiej wystartował łącznie w dziewięciu wyścigach. W klasyfikacji generalnej uplasował się na 31 pozycji.

## Wyniki

### Podsumowanie
| Sezon | Seria                                                        | Zespół                 | Wyścigi | Zwycięstwa | PP | NO | Podium | Punkty | Pozycja |
| ----- | ------------------------------------------------------------ | ---------------------- | ------- | ---------- | -- | -- | ------ | ------ | ------- |
| 2013  | Formula Masters China Series                                 | Eurasia Motorsport     | 2       | 0          | 0  | 0  | 0      | 0      | NS      |
| 2013  | Formula Masters China Series - Macau Grand Prix Invitational | Eurasia Motorsport     | 1       | 0          | 0  | 0  | 0      | N/A    | 8       |
| 2013  | Brytyjska Formuła Ford                                       | Falcon Motorsport      | 6       | 0          | 0  | 0  | 0      | 0      | NS      |
| 2014  | Europejska Formuła 3                                         | Team West-Tec          | 9       | 0          | 0  | 0  | 0      | 0      | NS      |
| 2014  | Zandvoort Masters                                            | Double R Racing        | 1       | 0          | 0  | 0  | 0      | N/A    | 10      |
| 2014  | Brytyjska Formuła 3                                          | Double R Racing        | 12      | 0          | 0  | 0  | 4      | 103    | 6       |
| 2014  | Euroformula Open Championship                                | Team West-Tec          | 0       | 0          | 0  | 0  | 0      | 0      | NS      |
| 2014  | Grand Prix Makau                                             | Team West-Tec          | 1       | 0          | 0  | 0  | 0      | 0      | 19      |
| 2015  | Europejska Formuła 3                                         | Fortec Motorsport      | 14      | 0          | 0  | 0  | 0      | 0      | 36      |
| 2015  | Grand Prix Makau                                             | Fortec Motorsport      | 1       | 0          | 0  | 0  | 0      | N/A    | 14      |
| 2016  | Europejska Formuła 3                                         | ThreeBond with T-Sport | 6       | 0          | 0  | 0  | 0      | 0      | NS      |
| 2016  | Grand Prix Makau                                             | ThreeBond with T-Sport | 2       | 0          | 0  | 0  | 0      | N/A    | 12      |